# Prossedi
Prossedi település Olaszországban, Lazio régióban, Latina megyében. Lakosainak száma 1137 fő (2023. január 1.). Prossedi Amaseno, Giuliano di Roma, Maenza, Priverno, Roccasecca dei Volsci és Villa Santo Stefano községekkel határos.

## Népesség
A település lakossága az elmúlt években az alábbi módon változott:
| Lakosok száma | 1197 | 1203 | 1137 |
|               | 2017 | 2018 | 2023 |